# Willem Hendrik van Heemstra (1779-1826)
Willem Hendrik baron van Heemstra (Oenkerk, 18 oktober 1779 - Leeuwarden, 30 december 1826) was een Nederlandse politicus.

## Biografie
Willem Hendrik was een telg uit de adellijke familie Van Heemstra. Hij was een Orangistische Friese landedelman, militair en bestuurder, die vier jaar lid was van de Tweede Kamer. Hij was in 1799 vrijwilliger in het Engelse leger bij de inval in Noord-Holland en in 1814 als officier betrokken bij de strijd rond Coevorden en Delfzijl. Hij vervulde vanaf 1809 bestuursfuncties in Friesland, onder meer als Statenlid en als maire van Oudwoude en grietman van Kollumerland.

## Huwelijk en kinderen
Van Heemstra trouwde in 1803 met Johanna Balthazarina van Idsinga (1783-1850), dochter van Balthasar Daniel van Idsinga (1745-1818) en Margaretha Theodora Collot d'Escury (1751-1807). Het echtpaar kreeg zes kinderen:
- Schelto van Heemstra (1805-1805), jong overleden.
- Schelto van Heemstra (1807-1864), grietman van Oostdongeradeel en minister-president van Nederland tussen 1860 en 1862. Hij trouwde met Henriette Hillegonda de Waal en hertrouwde later met Matthea Maria Anna Jacoba Story van Blokland.
- Balthasar Theodorus van Heemstra (1809-1878), advocaat en ontvanger. Hij trouwde met Anna Catharina Louisa Hillegonda van Cammingha. Hij was ook eigenaar van de Schierstins.
- Frans Julius Johan van Heemstra (1811-1878), laatste grietman van Rauwerderhem en lid van de Tweede Kamer. Hij was getrouwd met Henriette Philippine Jacoba van Pallandt.
- Simeon Petrus van Heemstra (1815-1896), advocaat. Hij trouwde met Sophia Adriana Johanna Fabricius.
- Wiskje van Heemstra (1825-1863), trouwde met Albert Lourens Cornelis Fabricius en hertrouwde met Evert Joost Lewe van Aduard.